# 2003 en droit
Cet article présente les faits marquants de l'année 2003 en droit.

## Événements

### Août
- 1er août : abrogation de la loi belge du 16 juin 1993 qui donnait « compétence universelle » à la justice belge en matière de crimes internationaux et de crimes contre l'humanité, quelle que soit la nationalité de la victime ou du criminel.

### Novembre
- 6 novembre 2003, Cour internationale de justice : plates-formes pétrolières (Iran c. États-Unis) : les deux parties sont déboutées concernant cette affaire qui remonte à la guerre Iran-Irak.

## Décès
- Jean Carbonnier, juriste français, spécialiste de droit civil (né en 1908).